# 西大路站
西大路站（日语：／ Nishi-ōji eki */?）是一個位於京都市南區唐橋西平垣町之鐵路車站。由西日本旅客鐵道（JR西日本）經營，停站路線只有東海道本線（JR京都線）。

## 概要
新快速、快速・特急列車都不會停本站，只有普通（京阪神緩行線）停在本站。
車站屬都市網絡內，所以可以使用ICOCA卡。

## 車站構造
車站為2面4線的島式月台，但是只使用内側之2線，外側之2線是用來讓列車通過。在一號月台之上為東海道新幹線軌道。
| 月台 | 路線     | 方向 | 軌道   | 目的地                   |
| ---- | -------- | ---- | ------ | ------------------------ |
| 1    | JR京都線 | 下行 | 外側線 | （只限通過列車，不開放） |
| 2    | JR京都線 | 下行 | 內側線 | 新大阪、大阪、三之宮方向 |
| 3    | JR京都線 | 上行 | 內側線 | 京都、草津方向           |
| 4    | JR京都線 | 上行 | 外側線 | （只限通過列車，不開放） |

- 上圖之路線名為旅客服務上名稱（愛稱）作標示。

## 使用情況
根據京都府統計書，1日平均上車人次如下表。
| 年度   | 一日平均 上車人次 |
| ------ | ----------------- |
| 1999年 | 14,374            |
| 2000年 | 14,395            |
| 2001年 | 14,395            |
| 2002年 | 14,296            |
| 2003年 | 14,519            |
| 2004年 | 14,852            |
| 2005年 | 15,115            |
| 2006年 | 15,496            |
| 2007年 | 15,798            |
| 2008年 | 15,282            |
| 2009年 | 15,003            |
| 2010年 | 15,332            |
| 2011年 | 15,423            |
| 2012年 | 15,337            |
| 2013年 | 15,375            |
| 2014年 | 15,556            |
| 2015年 | 15,951            |
| 2016年 | 16,049            |
| 2017年 | 16,186            |
| 2018年 | 16,521            |

### 各年度1日平均上車人次（1930年代－1940年代）
各年度1日平均上車人次如下表。
| 年度               | 1日平均 上車人次 |
| ------------------ | ---------------- |
| 1939年（昭和14年） | 1,189            |
| 1940年（昭和15年） | 1,754            |
| 1941年（昭和16年） | 1,687            |

## 車站周邊
- 京都市立洛陽工業高等學校
- 京都御所之内郵局
- 華歌爾本社
- LOPRO本社（前身為日榮）
- GS Yuasa本社（前身為日本電池）
- 日本新藥本社
- 堀場製作所本社
- 西高瀨川
- 西大路通

### 巴士路線
西大路站前
- 京都市巴士
  - 13系統：往久世工業村地／往（經西大路通）四條烏丸
  - 特13系統：往久我石原町／往（經西大路通）四條烏丸
  - 臨13系統：往上鳥羽馬迴／往（經西大路通）四條烏丸
  - 43系統：往久世橋東詰／往（經五條通）四條烏丸
  - 202系統：往（經西大路九條）九條車庫方面／往（經西之京圓町）熊野神社
  - 快速202系統：往九條車庫／往（經北野白梅町）立命館大學前
  - 208系統：往（經東山七條）京都站／往（經七條通）京都站、東山七條

## 年表
- 1938年（昭和13年）9月16日 - 國有鐵道東海道本線之梅小路 - 向日町之間新設車站。開始旅客服務。
- 1987年（昭和62年）4月1日 - 因為國鐵分割民營化，所以改變為西日本旅客鐵道之車站。
- 2003年（平成15年）11月1日 - 開始使用ICOCA卡。

## 相鄰車站
西日本旅客鐵道
 JR京都線（東海道本線）
■新快速、■快速
通過
■普通（各站停車。包括高槻站以西的快速列車）
京都（JR-A31）－西大路（JR-A32）－桂川（JR-A33）

## 外部連結
- 西大路｜車站資訊：JR出門網 - 西日本旅客鐵道